# Anthony Lucky
Anthony Lucky (11 mei 1940) is een jurist uit Trinidad en Tobago. Na een loopbaan als rechter en in het bank- en investeringswezen, werd hij benoemd tot rechter van het Hooggerechtshof in zijn land. Sinds 2003 is hij rechter van het Internationale Zeerechttribunaal.

## Levensloop
Lucky studeerde aan de Universiteit van de West Indies in Engeland af in rechten, waarbij de nadruk in zijn studie lag op internationale betrekkingen.
Na een korte tijd als advocaat werkzaam te zijn geweest, vertrok hij in 1963 naar het bureau van de hoofdofficier van justitie van zijn land en sloot hij daar een eenjarig studieprogramma af. Vervolgens ging hij een deeltijdfunctie aan bij de Universiteit van de West Indies en bekleedde hij van 1964 tot 1974 het ambt van rechter. In dat jaar werd hij rechtskundig adviseur van de Royal Bank of Trinidad and Tobago. Hierna werkte hij voor verschillende andere banken en investeringsmaatschappijen in de Caraïben.
In 1987 keerde hij terug naar zijn voormalige beroep van rechter, dat hij tot 2003 uitoefende voor het Hooggerechtshof van zijn land. Aansluitend werd hij in 2003 rechter van het Internationale Zeerechttribunaal in Hamburg.